# Ptilocnemus lemur
Ptilocnemus lemur (лат.) — вид клопов-хищнецов рода Ptilocnemus из семейства хищнецов Reduviidae. Ловят муравьёв (мирмекофаги).

## Распространение
Австралия.

## Описание
Хищники, выбирающие в качестве жертв крупных и ядовитых чёрных муравьёв-бульдогов (род Myrmecia). Клопы привлекают муравьёв запахом трихом (железистые структуры на стернитах брюшка) на брюшке, когда муравьи цепляются за их мохнатые задние ноги, хищнецы убивают муравьёв, прокалывая хоботком. Нимфы (личинки) и имаго обитают под корой эвкалиптов Eucalyptus, часто обнаруживаются рядом с сетями пауков.
Вид был впервые описан в 1840 году английским энтомологом Джоном Уэствудом (John Obadiah Westwood; 1805—1893).
Ptilocnemus lemur включён в состав эндемичного австралийского рода Ptilocnemus Westwood 1840 (палеотропическая триба Holoptilini) вместе с видами P. borealis, P. darwinensis, P. distinctus, P. femoralis, P. kakaduensis, P. pallidus, P. sidnicus, и другими